# Manuel Santana
Manuel Santana Martínez (10. května 1938 Madrid – 11. prosince 2021 Marbella) byl španělský tenista, vítěz pěti grandslamových turnajů.
Pocházel z chudé rodiny, na živobytí si vydělával jako sběrač míčků. V roce 1956 začal hrát vrcholově v tenisovém oddíle Realu Madrid, v roce 1958 se poprvé zúčastnil Wimbledonu, vypadl v prvním kole s Williamem Alvarezem z Kolumbie. Ve stejném roce získal na turnaji v Madridu svůj první titul. Vyhrál French Open v roce 1961, v dalších dvou letech hrál semifinále a v roce 1964 vyhrál znovu. V roce 1963 také vyhrál čtyřhru, jeho spoluhráčem byl Roy Emerson. Zvítězil rovněž na US Open 1965 (jako první Evropan od roku 1936). Byl vyhlášený antukář, je mu připisován často citovaný výrok, že tráva je pro krávy, přesto dokázal v roce 1966 vyhrát ve Wimbledonu. Španělský daviscupový tým díky Santanovi postoupil do finále Davisova poháru 1965 a 1967, v obou případech prohrál s Austrálií 1:4. Santana je dosud španělským rekordmanem s 92 vyhranými daviscupovými zápasy.
V roce 1968 vyhrál dvouhru na olympiádě a ve čtyřhře podlehli s Juanem Gisbertem ve finále mexickému páru Rafael Osuna/Vicente Zarazua, tenis však tehdy byl jen neoficiálním ukázkovým sportem. Po hrách se stal profesionálem. Kariéru ukončil v roce 1977, v roce 1984 byl uveden do Mezinárodní tenisové síně slávy.

## Finále na Grand Slamu

### Mužská dvouhra: 4 (4–0)
| Stav  | Rok  | Turnaj      | Povrch | Soupeř ve finále   | Výsledek                |
| ----- | ---- | ----------- | ------ | ------------------ | ----------------------- |
| Vítěz | 1961 | French Open | antuka | Nicola Pietrangeli | 4–6, 6–1, 3–6, 6–0, 6–2 |
| Vítěz | 1964 | French Open | antuka | Nicola Pietrangeli | 6–3, 6–1, 4–6, 7–5      |
| Vítěz | 1965 | US Open     | tráva  | Cliff Drysdale     | 6–2, 7–9, 7–5, 6–1      |
| Vítěz | 1966 | Wimbledon   | tráva  | Dennis Ralston     | 6–4, 11–9, 6–4          |

### Mužská dvouhra: 1 (1–0)
| Stav  | Rok  | Turnaj       | Povrch | Spoluhráři  | Soupeři ve finále       | Výsledek      |
| ----- | ---- | ------------ | ------ | ----------- | ----------------------- | ------------- |
| Vítěz | 1963 | French Open] | antuka | Roy Emerson | Gordon Forbes Abe Segal | 6–2, 6–4, 6–4 |